# Liste des parlements supranationaux
Cet article recense les parlements supranationaux et institutions interparlementaires, c'est-à-dire, des assemblées dont les parlementaires sont généralement élus au sein de leurs instances nationales et qui assurent la représentation du peuple de plusieurs États au sein d'une même institution. Par rapport aux parlements nationaux, leurs fonctions sont fortement variables et vont d'un simple rôle consultatif à une compétence législative supra-étatique.
| Nom                                                                                 | Organisation internationale                               | Nombre de parlementaires | Création | Fonctions                                            | Sessions       | Siège                      | Site officiel |
| ----------------------------------------------------------------------------------- | --------------------------------------------------------- | ------------------------ | -------- | ---------------------------------------------------- | -------------- | -------------------------- | ------------- |
| Union interparlementaire                                                            |                                                           | ~1200                    | 1889     | Dialogue inter-parlements                            | Semestrielles  | Genève (Suisse)            | Lien          |
| Assemblée parlementaire du Conseil de l'Europe                                      | Conseil de l'Europe                                       | 324                      | 1949     | Consultatif                                          | Trimestrielles | Strasbourg (France)        | Lien          |
| Conseil nordique                                                                    | États nordiques                                           | 87                       | 1952     | Coordination de ses membres sur des projets communs. | Annuelles      | Copenhague (Danemark)      | (en) Lien     |
| Assemblée parlementaire de l'Organisation du traité de l'Atlantique nord            | OTAN                                                      | 266                      | 1955     | Consultatif                                          | Semestrielles  | Bruxelles (Belgique)       | Lien          |
| Parlement du Benelux                                                                | Benelux                                                   | 49                       | 1955     | Consultatif                                          | Annuelles      | Tournant                   | Lien          |
| Parlement européen                                                                  | Union européenne                                          | 720                      | 1962     | Émission de directives et règlements.                | Mensuelles     | Strasbourg (France)        | Lien          |
| Parlement latino-américain                                                          |                                                           | 276                      | 1964     | Consultatif                                          | Annuelles      | Panama (Panama)            | (es) Lien     |
| Assemblée parlementaire de la francophonie                                          | Organisation internationale de la francophonie            | 88 délégations           | 1967     | Coordination de ses membres sur des projets communs. | Annuelles      | Paris (France)             | Lien          |
| Parlement andin                                                                     | Communauté andine                                         | 25                       | 1984     | Contrôle des institutions de l'organisation          | Annuelles      | Bogota (Colombie)          | Lien          |
| Assemblée parlementaire de l'OSCE                                                   | Organisation pour la sécurité et la coopération en Europe | 323                      | 1990     | Consultatif                                          | Semestrielles  | Vienne (Autriche)          | (en) Lien     |
| Assemblée balte                                                                     | États baltes                                              | 60                       | 1990     | Consultatif                                          | Annuelles      | Riga (Lettonie)            | (en) Lien     |
| Parlement centraméricain                                                            | Système d'intégration centraméricain                      | 120                      | 1991     | Consultatif                                          | Mensuelles     | Guatemala (Guatemala)      |               |
| Assemblée interparlementaire de la Communauté des États indépendants (en)           | Communauté des États indépendants                         | 10 délégations           | 1991     | Consultatif                                          | Annuelles      | Saint-Pétersbourg (Russie) | (en) Lien     |
| Commission parlementaire mixte de l'Espace économique européen                      | Espace économique européen                                | 24                       | 1994     | Consultatif                                          | Annuelles      | Tournant                   |               |
| Assemblée des parlementaires de la Communauté des Caraïbes                          | Communauté des Caraïbes                                   | 70                       | 1994     | Consultatif                                          | Annuelles      | Tournant                   |               |
| Assemblée parlementaire asiatique                                                   |                                                           | 206                      | 1999     | Promotion de la paix et du développement.            | Annuelles      | Tournant                   | (en) Lien     |
| Union parlementaire des membres de l'Organisation de la coopération islamique (en)  | Organisation de la coopération islamique                  | 73 délégations           | 1999     | Consultatif                                          | Annuelles      | Téhéran (Iran)             | Lien          |
| Assemblée législative est-africaine                                                 | Communauté d'Afrique de l'Est                             | 52                       | 2001     | Contrôle des institutions de l'organisation.         | Annuelles      | Tournant                   | (en) Lien     |
| Parlement arabe                                                                     | Ligue arabe                                               | 88                       | 2002     | Consultatif                                          | Annuelles      | Le Caire (Égypte)          | (ar) Lien     |
| Assemblée parlementaire paritaire                                                   | Organisation des États d'Afrique, Caraïbes et Pacifique   | 156                      | 2003     | Promouvoir les partenariats UE-ACP.                  | Annuelles      | Tournant                   | Lien          |
| Parlement panafricain                                                               | Union africaine                                           | 25                       | 2004     | Consultatif                                          | Annuelles      | Midrand (Afrique du Sud)   | Lien          |
| Assemblée parlementaire euro-méditerranéenne                                        | Union pour la Méditerranée                                | 260                      | 2004     | Consultatif                                          | Annuelles      | Tournant                   | Lien          |
| Assemblée parlementaire de la Méditerranée                                          |                                                           | 29 délégations           | 2005     | Développement de relations entre ses membres.        | Annuelles      | Naples (Italie)            | Lien          |
| Parlement de la Communauté économique des États de l'Afrique de l'Ouest             | Communauté économique des États de l'Afrique de l'Ouest   | 115                      | 2006     | Consultatif                                          | Semestrielles  | Abuja (Nigeria)            | Lien          |
| Assemblée parlementaire euro-latino-américaine (es)                                 | Union européenne                                          | 150                      | 2006     | Consultatif                                          | Annuelles      | Tournant                   | Lien          |
| Assemblée interparlementaire de l'Association des nations de l'Asie du Sud-Est (en) | Association des nations de l'Asie du Sud-Est              | ~300                     | 2007     | Consultatif                                          | Annuelles      | Jakarta (Indonésie)        | (en) Lien     |
| Parlement du Mercosur                                                               | Marché commun du Sud                                      | 186                      | 2007     | Consultatif                                          | Annuelles      | Montevideo (Uruguay)       | (es) Lien     |
| Assemblée parlementaire des États turciques                                         | Conseil turcique                                          | 5 délégations            | 2008     | Coordination de ses membres sur des projets communs. | Annuelles      | Bakou (Azerbaïdjan)        | (en) Lien     |
| Assemblée parlementaire Euronest                                                    | Union européenne                                          | 110                      | 2011     | Consultatif                                          | Annuelles      | Tournant                   | (en) Lien     |
| Parlement sud-américain                                                             | Union des nations sud-américaines                         | 99                       | Projet   | Coordination de ses membres sur des projets communs. | Semestrielles  | Cochabamba (Bolivie)       |               |